# Dorcadion pallidum
Dorcadion pallidum är en bladmossart som beskrevs av Lindberg och H. Arnell 1890. Dorcadion pallidum ingår i släktet Dorcadion, klassen egentliga bladmossor, divisionen bladmossor och riket växter. Inga underarter finns listade i Catalogue of Life.